# Ticketmaster
Ticketmaster är världens största försäljare av biljetter till diverse olika arrangemang. Företaget är baserat i Kalifornien i USA men finns i många andra länder.